# Blagoveshchensky (huyện của vùng Altai)
Huyện Blagoveshchensky (tiếng Nga: ? райо́н) là một huyện hành chính tự quản (raion), của Vùng Altai, Nga. Huyện có diện tích 3656 km². Trung tâm của huyện đóng ở Blagoveshchenska.